# Municipio de Martin (condado de Walsh)
El municipio de Martin (en inglés: Martin Township) es un municipio ubicado en el condado de Walsh en el estado estadounidense de Dakota del Norte. En el año 2010 tenía una población de 114 habitantes y una densidad poblacional de 1,26 personas por km².

## Geografía
El municipio de Martin se encuentra ubicado en las coordenadas 48°30′23″N 97°19′55″O / 48.50639, -97.33194. Según la Oficina del Censo de los Estados Unidos, el municipio tiene una superficie total de 90.49 km², de la cual 88,49 km² corresponden a tierra firme y (2,22 %) 2,01 km² es agua.

## Demografía
Según el censo de 2010, había 114 personas residiendo en el municipio de Martin. La densidad de población era de 1,26 hab./km². De los 114 habitantes, el municipio de Martin estaba compuesto por el 99,12 % blancos, el 0,88 % eran de otras razas. Del total de la población el 0,88 % eran hispanos o latinos de cualquier raza.